# RyanDan
RyanDan — канадский музыкальный дуэт, состоящий из однояйцевых близнецов Райана и Дэна Коварски, чья музыка представляет собой смесь поп-, оперной и классической музыки. Дуэт родом из Торонто обосновался в Лондоне.

## Биография
Близнецы Райан и Дэн Коварски родились 5 декабря 1979 года. Младшие из пяти детей в еврейской семье, они росли в окрестностях Торнхила к северу от Торонто, столицы штата Онтарио. Их отец Пауль выходец из Южной Африки, закончивший королевскую школу Дэвида Линксфилда для евреев в Йоханнесбурге — талантливый оперный певец, часто пел литургию как кантор в синагогах как в Южной Африке, так и после переезда в Канаду. В колледже Райан и Дэн исполняли ведущие роли в школьных постановках.
В 17 лет близнецы пришли представить себя в офис Sony Music Canada и привлекли внимание звукозаписывающей компании исполнением песни «Show Me the Way to Go Home» на респешене. Они подписали контракт на создание группы B4-4 вместе с ещё одним приятелем. Этот коллектив номинировался на Juno Award в 2001 году в номинации Лучшая Новая Группа, но уступил победу Nickelback.
В 2006 году братья Коварски отправляются в Лондон, чтобы создавать более серьёзную музыку. Они записывают альбом RyanDan под продюсерством Стива Андерсона, который работал с Кайли Миноуг и Полом Маккартни.
Их альбом стал первым альбомом из созданных музыкантами-близнецами, который попал в десятку лучших альбомов по версии британских чартов.
Близнецы говорят, что на их музыку сильно повлияло творчество итальянского тенора Марио Ланца. Их песня «Tears of an Angel» (Слёзы ангела), ставшая саундтреком к фильму Новолуние, была написана под влиянием скорби, вызванной потерей 4-х летней племянницы Тэл, которая умерла от опухоли головного мозга.

## Дискография

### Альбомы
- 2007: RyanDan — № 7 в чартах Британии (золотой статус), № 9 в Канаде (золотой статус), № 4 в Гонконге (золотой статус)
- 2008: RyanDan — 8 апреля выпущен в США компанией Decca

### Синглы
- 2007: «Like the Sun» — Worldwide
- 2007: «The Face» — Canada only
- 2007: «High / O Holy Night» — UK only